# Dubai Textile Souk
Il Dubai Textile Souk (in arabo: سوق الغزل والنسيج, noto anche come Old Textile Souk) è un tradizionale suq (mercato) di prodotti tessili situato nello storico quartiere Bur Dubai di Dubai. Di fronte al mercato tessile, sull'altro lato del Dubai Creek, a Deira Dubai, si trovano il Dubai Spice Souk e il Dubai Gold Souk. Questi ultimi sono accessibili mediante l'utilizzo di alcune imbarcazioni tradizionali denominate abra.